# 仿射联络

一個定義在球面上的仿射聯絡，會把點上的整個仿射切平面（詳見仿射空間及切空間）轉換到另一點上的仿射切平面，此轉換是沿著連接兩點的曲線而連續變化的。

仿射聯絡是微分幾何中定義在流形上的幾何概念，連接了鄰近幾點上的切空間，使得在流形上的切向量場可以求導。仿射聯絡的概念起源於19世紀的幾何學和張量微積分，但那時並沒有被完備的定義出來。直到1920年，埃利·嘉當（用於嘉当联络（Cartan connection）理論）及赫爾曼·魏爾（做為廣義相對論的基礎理論）。這專門術語是源自嘉当，其根據從歐幾里德空間Rn中切空間的推廣。換句話說，仿射聯絡的概念是為了推廣歐幾里德空間，使得流形上每點都有一個光滑的（可無限求導）仿射空間。
任何維數為正數的流形都會有無窮個仿射聯絡。仿射聯絡能用來決定在向量場上求導，並滿足線性及萊布尼茲法則的方法，這表明了仿射聯絡有幾個可行的方法，像是協變導數或在向量叢上的聯絡。仿射聯絡也能用來決定在切向量沿著一條曲線平行移動的方式，或者用來決定標架叢的平行移動。仿射聯絡也可以用來決定流形上的測地線，推廣了歐幾里德空間中直線的概念。
在標架叢中的平行移動展現了仿射聯絡的一種形式，其他像是仿射群上的嘉当联络，或者在標架叢上的主丛也是如此。除此之外，若在流形上賦予黎曼度量，則可以在其上定義列维-奇维塔联络。
仿射聯絡有幾個重要的不變量，分別是撓率及曲率。撓率描述李括號藉仿射聯絡變換前後的差異。曲率則是用來衡量流形上的測地線與直線（在歐幾里德空間的意義下）的差異。